# Mellilla chamaechtysaria
Mellilla chamaechtysaria là một loài bướm đêm trong họ Geometridae.